# U.S. Route 54 (Illinois)
La U.S. Route 54 o Ruta Federal 54 (abreviada US 54) es una autopista federal ubicada en el estado de Illinois. La autopista inicia en el oeste desde la desde el Puente Champ Clark hacia el este en la I 72     en Griggsville. La autopista tiene una longitud de 376,6 km (234 mi).

## Mantenimiento
Al igual que las carreteras estatales, las carreteras interestatales, y el resto de rutas federales, la U.S. Route 54 es administrada y mantenida por el Departamento de Transporte de Illinois por sus siglas en inglés IDOT.

## Cruces
La U.S. Route 54 es atravesada principalmente por la  I 72 .